# Jeordie White
Jeordie Osbourne White, född 20 juni 1971 i Pompton Lakes i New Jersey, även känd under pseudonymen Twiggy Ramirez, är en amerikansk basist samt gitarrist, känd som medlem i grupper som Marilyn Manson (1993–2002, 2008–2017), Goon Moon (2005–2008), A Perfect Circle (2003–2005) och Nine Inch Nails (endast live, 2005–2007).
Artistnamnet Twiggy Ramirez kommer från Twiggy, den välkända modellen som hade sin storhetstid under sextiotalet och seriemördaren Richard Ramirez.

## Diskografi

### Marilyn Manson
- 1994: Portrait of an American Family (livebasist)
- 1995: Smells Like Children
- 1996: Antichrist Superstar
- 1998: Mechanical Animals
- 1999: The Last Tour on Earth
- 2000: Holy Wood (In the Shadow of the Valley of Death)
- 2009: The High End of Low
- 2012: Born Villain